# 新上瘿螨属
新上瘿螨属（学名：Neoepitrimerus）为瘿螨科的一个属。

## 下级分类
本属包括以下物种：
- 侧柏新上瘿螨 Neoepitrimerus platycladi Kuang et Li